# Ivan Sutherland
Ivan Sutherland, född den 15 september 1950 i Blenheim, Nya Zeeland, är en nyzeeländsk roddare.
Han tog OS-brons i åtta utan styrman i samband med de olympiska roddtävlingarna 1976 i Montréal.